# Aspásia Camargo
Aspásia Brasileiro Alcântara de Camargo OMM (Rio de Janeiro, 6 de fevereiro de 1946) é uma professora, acadêmica, socióloga e política brasileira filiada ao Partido da Social Democracia Brasileira (PSDB). Foi secretária-executiva do Ministério do Meio Ambiente durante o governo Fernando Henrique Cardoso. Pelo Rio de Janeiro, foi secretária de Cultura no governo Moreira Franco e deputada estadual, além de vereadora da capital homônima durante dois mandatos. 
Professora de Sociologia e Ciências Políticas da Universidade do Estado do Rio de Janeiro e da Fundação Getúlio Vargas, na FGV criou o Centro de Pesquisa e Documentação de História Contemporânea do Brasil (CPDOC) e o Centro Internacional de Desenvolvimento Sustentável (CIDS), órgão voltado para o estudo, a reflexão, a promoção e a disseminação do conceito de desenvolvimento sustentável. Foi também Secretária de Cultura do Estado do Rio de Janeiro no governo de Moreira Franco, Presidente do Instituto de Pesquisa Econômica Aplicada (IPEA); e Secretária Executiva do Ministério de Meio Ambiente.

## Biografia
Nascida na cidade do Rio de Janeiro, no bairro de Realengo, Aspásia Brasileiro Alcântara nasceu em 06 de fevereiro de 1946, na Fazenda do Bananal junto à Serra do Barata onde morava sua avó materna. Filha de José Brasileiro Alcântara, militar, cearense e de Norma Alcântara, neta de portugueses, Aspásia teve a juventude itinerante típica de uma família de militar. Com seus pais e seu irmão mais novo Júlio Sérgio Brasileiro de Alcântara, morou também em Vila Isabel, Jacarepaguá, Alegrete no Rio Grande do Sul, e Campo Grande no Mato Grosso do Sul. Seu pai era general da Cavalaria, apaixonado pelos esportes equestres tendo sido vice-campeão brasileiro de adestramento. Como docente ensinava história, era poeta e leitora assíduo, inspirando na filha a mesma paixão. Sua mãe também era uma leitora voraz e foi na biblioteca dos pais que Aspásia leu seus primeiros livros.
Aspásia completou o ensino médio no Instituto La-Fayette, tradicional escola do Rio de Janeiro no bairro da Tijuca, e no mesmo ano prestou vestibular, passando para a Universidade Federal do Rio de Janeiro (UFRJ).

### Família
Aspásia conheceu seu primeiro marido, o escultor brasileiro Sérgio Camargo, em 1965 quando o artista veio da França onde morava para apresentar seus trabalhos na Bienal de São Paulo. Camargo era irmão de uma de suas melhores amigas, Sonia Camargo, que os apresentou. Casaram em 1967 quando Aspásia mudou-se para Paris e iniciou seus estudos lá.
A primeira filha do casal, Maria Camargo, nasceu em 1971 quando os dois moravam em uma casa na Rue Lecourbe, ainda em Paris. O casal e sua filha retornaram ao Brasil em 1974, quando Aspásia, grávida de 4 meses perdeu o que seria o segundo filho do casal. Irene, a segunda e última filha de Aspásia e Sérgio Camargo nasceu no Rio de Janeiro em 1978.
Sérgio Camargo morreu em 1990, e Aspásia casou-se pela segunda vez com o engenheiro José Antonio Pessoa de Araujo.
Aspásia tem quatro netos, Miguel, Clara, Nina e João, filhos de sua filha mais velha Maria. Ela vive em Ipanema com sua filha mais nova Irene, que tem autismo.

### Vida acadêmica
Aspásia se formou pela UFRJ em 1964 em Ciências Sociais e tornou-se, em 1966, aos 23 anos assistente do professor Candido Mendes na PUC-Rio. Na União Nacional dos Estudantes (UNE), foi assessora nas gestões de Vinicius Caldeira Brant e José Serra.
Em 1967 mudou-se para Paris e ingressou na École dês Hautes Études en Sciences Sociales e na Universidade de Paris onde fez seu mestrado na área de ciências sociais, formando-se em 68. Logo após iniciou, na mesma universidade, seu doutorado sobre "As Ligas Camponesas e o Movimento Camponês no Nordeste", com o orientação do Professor Alain Touraine, de quem também foi professora-assistente. Com Touraine estudou também o movimento ecológico e anti-nuclear, o movimento feminista e as propostas alternativas para uma sociedade pós-industrial, com novos atores sociais e um novo modelo de desenvolvimento.
Aspásia voltou ao Brasil e ao Rio de Janeiro em 1974 e ingressou na Fundação Getulio Vargas a convite de Celina Vargas do Amaral Peixoto para organizar o Centro de Pesquisa e Documentação de História Contemporânea do Brasil (CPDOC) onde foi coordenadora do Setor de Pesquisas e de História Oral. A frente deste projeto (1974-1991) entrevistou grandes nomes da historia brasileira como Amaral Peixoto, Afonso Arinos e Oswaldo Aranha e publicou inúmeros livros e artigos sobre a Era Vargas, a questão agrária e a redemocratização do país. Desde 1975 é professora da UERJ - Universidade do Estado do Rio de Janeiro.
Em 1991, transferiu-se para a Escola Brasileira de Administração Pública (EBAPE), onde organizou o Fórum FGV, que deu impulso à nova Lei de Propriedade Industrial e lançou, pela primeira vez, a proposta de um Novo Pacto Federativo em mesa redonda que contou com Mario Henrique Simonsen, Francisco Dornelles e Eduardo Suplicy.
Também em 1991, foi eleita a primeira mulher Presidente da Associação Nacional de Pós Graduação e Pesquisas em Ciências Sociais - ANPOC.
Implementou a Agenda 21 Brasileira, quando da criação da Comissão de Desenvolvimento Sustentável, constituída de membros da sociedade civil e do governo. A Agenda 21 visava honrar os compromissos internacionais da Conferencia Rio 92 e da Agenda 21 Global. Aspásia foi escolhida pela Comissão como sua redatora e coordenadora de sua versão final, que apresentou 21 propostas para mudar o Brasil em uma década.

## Carreira política
Nos últimos anos de sua vida acadêmica, Aspásia concentrou-se no aperfeiçoamento do federalismo cooperativo e nos fóruns regionais e consórcios intermunicipais. Buscava soluções capazes de reduzir as carências das regiões mais pobres do Brasil, encontrando suas vocações econômicas e a defesa de seus ecossistemas. Interessava-se também pelo fortalecimento das identidades regionais e locais e foi convidada pelo ex-governador do Rio de Janeiro Moreira Franco a assumir a Secretaria de Cultura do Estado do Rio de Janeiro.

### Secretária de Cultura do Estado do Rio de Janeiro
Aspásia assumiu a Secretaria Estadual de Cultura em 1989 encontrando o setor em situação precária no estado. Nos teatros, museus e escolas, faltavam até lâmpadas, que os diretores compravam do próprio bolso. Aspásia deixou a secretaria organizada, com o orçamento descentralizado e recuperou o Museu da Imagem e do Som. Com Mario Soares definiu uma nova política de teatros, entregando o Teatro Glaucio Gil a Aderbal Freire Filho e o Espaço III do Teatro Villa Lobos a Moacyr Góes. Tombou a Serra do Mar com a ajuda do INPE e diversas ruas históricas de Botafogo, como a D. Mariana e Martins Ferreira.
Com base na sua visão do Pacto Federativo, implementou o Plano de Integração Cultural, estimulando maior autonomia e intensificação da rede de trocas com o interior do estado e foi Presidente do Fórum de Secretários de Cultura.

### Presidente do Instituto de Pesquisa Econômica Aplicada
Em 1993 Aspásia assumiu a Presidência do IPEA, cérebro do Ministério do Planejamento que cuida das análises sobre a economia e as políticas sociais. A instituição estava abandonada, sem orçamento e sem estrutura. Aspásia implementou uma nova estrutura regimental em aliança com a Câmara dos Deputados, e restaurou seu orçamento. Em sua gestão promoveu um amplo debate nacional com o Fórum Brasil, sobre o Novo Modelo de Desenvolvimento, a emergência da questão urbana e as novas políticas sociais e educacionais.
Em agosto de 1993, Camargo foi admitida pelo presidente Itamar Franco à Ordem do Mérito Militar no grau de Oficial especial.

### Secretária executiva do Ministério do Meio Ambiente
Em 1995, foi nomeada Secretária Executiva do Ministério do Meio Ambiente, dos Recursos Hídricos e da Amazônia Legal, segundo cargo mais alto do ministério. Trabalhou lado a lado com o então Ministro do Meio Ambiente Gustavo Krause e com o Presidente Fernando Henrique Cardoso para resguardar o patrimônio ecológico do pais.
Sempre preocupada com a participação da sociedade, abriu o ministério para a intensa participação da sociedade civil e de organizações não governamentais.
- Foi representante do Brasil nos mais importantes fóruns internacionais, tais como: Convenção das Nações Unidas sobre Biodiversidade, em 1997, em Jacarta, Indonésia.
- Co-presidiu com John Gummer, Vice-Ministro de Meio Ambiente do Reino Unido, em Londres, workshop sobre Oceanos;
- Participou de reuniões preparatórias da Comissão Internacional de Desenvolvimento Sustentável, em Dresden, na Alemanha ao lado de Angela Merkel, atual chanceler da Alemanha.
- Foi organizadora, pelo Ministério do Meio Ambiente, da Conferência Rio+5 e da iniciativa conjunta Brasil, Alemanha, América do Sul e Singapura.
- Foi coordenadora da Comissão Brasileira de Desenvolvimento Sustentavel e Agenda 21, constituída de membros da sociedade e do governo. A Agenda 21 visava honrar os compromissos internacionais da Conferência Rio-92 e da Agenda 21 Global. Foi escolhida pela referida comissão, como redatora do documento e coordenadora em sua versão final, que apresentou 21 propostas para mudar o Brasil em um década.

### Vereadora (2005-2011)
Em 2001, Aspásia filiou-se ao Partido Verde como consequência natural de seu trabalho na Secretária de Meio Ambiente e também de seus estudos com Alain Touraine na França, com quem estudou os movimentos ecológicos e pós-industriais.
Em 2002, apenas um ano após sua filiação, o partido pediu que Aspásia se candidatasse ao Governo do Estado do Rio de Janeiro. Em uma campanha de grandes dificuldades e muita criatividade, competiu contra os grandes máquinas partidárias e nomes como Rosinha Garotinho (PMDB) e Benedita da Silva (PT), obtendo 20.405.
Em 2006 novamente acatou pedido do Partido Verde e se candidatou a deputada federal para reforçar a legenda, conseguindo 10.090 votos e ocupando a terceira suplência.

#### Primeiro mandato (2005-2008)
Aspásia foi eleita vereadora da cidade do Rio de Janeiro pela primeira vez nas eleições de 2004 com 15.291 votos. Teve participação ativa na Câmara Municipal participando de diversas comissões e apresentando inúmeros Projetos de Lei de relevância.
Foi Relatora da Comissão Parlamentar de Inquérito da Saúde, que concluiu que os hospitais municipais se encontravam em uma situação muito precária onde faltava, acima de tudo, uma hierarquia clara que organizasse e integrasse as redes de hospitais públicos da cidade. Presidiu a CPI da Desordem Urbana, tema que acabou virando uma de suas grandes bandeiras. Mais de 3.000 denúncias foram feitas para a CPI e o Disque Desordem, criado pela comissão, que segue operando e encaminhando denúncias. Diversos Projetos de Lei que Aspásia apresentou como vereadora procuravam solucionar problemas encontrados nesta CPI, como o PL 1734/2008 que determina a instalação de banheiros públicos em todos os bairros do município e o 1917/2008 que dispõe sobre o uso das calçadas.
Instituiu e presidiu a Comissão de Ciência e Tecnologia e a Comissão do Meio Ambiente e foi representante da Câmara Municipal no CONSEMAC, Conselho Municipal de Meio Ambiente. O meio ambiente foi outra grande bandeira que Aspásia procurou defender através de diversas leis, dentre elas a Lei 4532/2006 que proíbe a utilização de madeira não certificada pelo Poder Público e a Lei 4969/2008 que define os princípios e diretrizes para a gestão de resíduos sólidos no município.
Durante seus quatro anos de mandato, Aspásia também homenageou personalidades e instituições de peso como Fernando Chacel, Ivo Pitanguy e o Afro Reggae.
Em 2007, participou da COP 13, em Bali, Filipinas, a 13ª Reunião da ONU para o Meio Ambiente.

#### Segundo mandato (2009-2011)
Aspásia foi reeleita em 2008 com 31.880 votos, a nona vereadora mais votada do município. Assumindo em janeiro de 2009, foi eleita Presidente da Comissão de Ciência e Tecnologia e da Comissão Especial do Plano Diretor, um plano decenal fundamental para o planejamento e desenvolvimento ordenado da cidade.
A participação da sociedade e a transparência no processo legislativo sempre foram uma preocupação da Aspásia na condução do Plano Diretor dentro do Legislativo. Organizou inúmeras audiências na Câmara e coordenou o Fórum Pacto Carioca, que reuniu mais de 500 membros da sociedade civil e especialistas para tratar de assuntos cruciais para a cidade, como transporte, educação e saúde.
Em 2009, Aspásia apresentou o Projeto de Lei 263/2009 que estabelece metas de redução de emissões de gases de efeito estufa para o município, e foi co-autora da Resolução 1133/2009 que instituí o Código de Ética e Decoro Parlamentar da Câmara Municipal do Rio de Janeiro.
Ainda em 2009, participou da COP 15, em Copenhagen, Dinamarca, a 15ª Reunião da ONU para o Meio Ambiente. No ano seguinte, 2010, integrou a delegação brasileira na Cop 16, em Cancún, México.
Em dezembro de 2010, em seus últimos dias como vereadora da capital, foram aprovados na Câmara o Plano Diretor de Desenvolvimento Urbano e Sustentável da cidade do Rio de Janeiro e a Lei Aspásia Camargo de Mudanças Climáticas, que estabelece meta de redução de Gases de Efeito Estufa na cidade de 20%, até 2020.

### Deputada estadual (2011-2015)
Aspásia defendeu, junto com Alfredo Sirkis, sua candidatura ao senado para dar suporte a campanha de Marina Silva a presidente da República, mas as conjunções políticas locais não permitiram. O que levou Marina a pedir que concorresse a Assembleia Legislativa do Estado do Rio de Janeiro nas eleições de 2010. Eleita com  34.733 votos, tomou posse na Alerj em 1º de fevereiro de 2011. 
Como deputada estadual do Rio de Janeiro, foi, junto com o deputado Sabino (PSC), autora da Lei 5.975 que institui o ano de 2011 como o "Ano Estadual das Florestas", sancionada pelo ex-governador Sérgio Cabral. Aspásia também protocolou na Assembleia Legislativa a Proposta de Emenda Constitucional (PEC) que proíbe a construção de usinas nucleares no estado do Rio de Janeiro. Aspásia Camargo foi presidente da Comissão Permanente de Saneamento Ambiental, membro da Comissão Permanente de Cultura, membro da Comissão Especial para estimular ações que contribuam para o desenvolvimento econômico e social da região da Baixada Litorânea, membro da Comissão Parlamentar de Inquérito que investiga a prática de emissão de carteiras estudantis falsas, suplente da Comissão Permanente de Ciência e Tecnologia e, junto as demais deputadas, criou a Frente Parlamentar Feminina.

### Participações em eleições

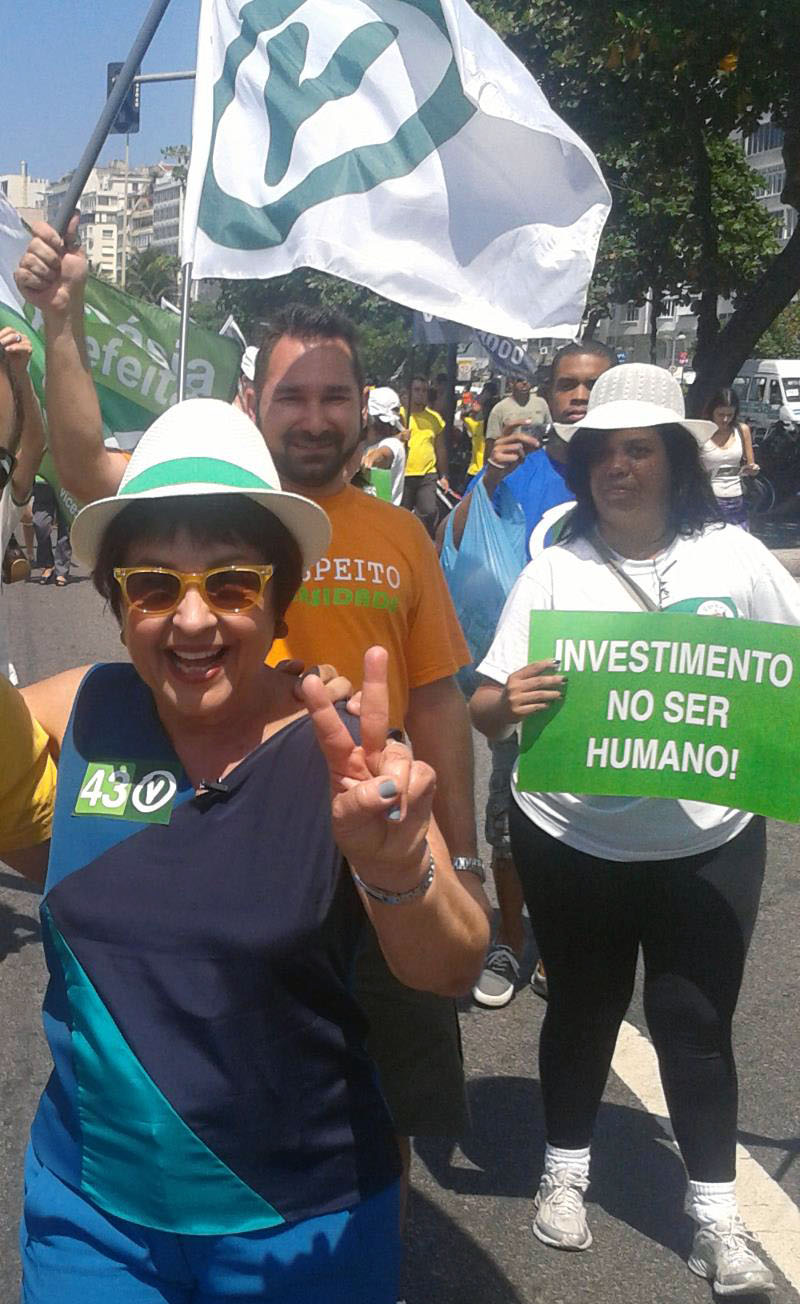
Aspásia durante campanha à prefeitura do Rio de Janeiro em 2012

A primeira disputa eleitoral de Aspácia Camargo ocorreu nas eleições estaduais de 2002, quando foi candidata do Partido Verde ao Governo do Estado do Rio de Janeiro, acompanha de José Augusto Ramos da Silva como candidato a vice-governador, Aspácia porém ocupou a sexta colocação com 20.405 votos.  
Antes de ser eleita deputada estadual em 2010, Aspácia disputou o mesmo cargo na eleição anterior de 2006, onde não obteve sucesso e permaneceu em suplência.  
Na eleição municipal do Rio de Janeiro em 2012, lançou-se candidata à prefeitura do Rio de Janeiro, levando ao debate eleitoral temas importantes, como a municipalização do saneamento ambiental, um problema crítico da cidade do Rio de Janeiro, ainda sem uma solução efetiva, acompanhada de Alfredo Piragibe como candidato a vice-prefeito, ambos filiados ao Partido Verde, ocuparam o quinto lugar da disputa com 41.314 votos.
Em 2016, um novo convite a levou para o Partido da Social Democracia Brasileira (PSDB). No mesmo ano, ela concorreu às eleições municipais como candidata a vice-prefeita na chapa encabeçada pelo também tucano Carlos Osorio, ocuparam a sexta colocação com 261.286 votos.  
Nas eleições de 2018, Aspásia Camargo foi candidata a senadora pelo estado do Rio de Janeiro pelo PSDB. A candidatura da ex-deputada estadual foi anunciada na convenção estadual do PSDB, realizada no dia 3 de agosto de 2018 na sede estadual do partido, no Centro. 
Na mesma ocasião, o PSDB oficializou apoio à candidatura do ex-prefeito carioca Eduardo Paes (DEM) para o Governo do Estado do Rio de Janeiro. No pleito, Aspásia obteve 248.868 votos (1,78% do total de votos válidos), não se elegendo ao cargo disputado.

## Livros e artigos publicados
- “Artes da Política: Diálogos com Amaral Peixoto”, seu depoimento ao CPDOC, organizado por Aspásia Camargo, Lúcia Hippolíto, Maria Celina Soares D´Araújo e Dora Flaksman
- “Autoritarismo e Populismo: Bipolaridade no Sistema Político Brasileiro” - Neste livro Aspásia Camargo fala sobre “O Estado e as Oligarquias”, e o “Estado e Mobilização Política.”
- “Brasil Portugal: O Diálogo dos 500 Anos” - Uma incursão de Sociologia Histórica nas raízes da nacionalidade e no processo de construção do Estado Nacional e da identidade sócio-cultural brasileira.
- “Continuidade e Mudança no Brasil da Nova República” - Os artigos de Aspásia e de Eli Diniz, com quem divide o livro, são uma análise do atual processo de transição política.
- “Estado, Participação Política e Democracia” - Aspásia Camargo escreve sobre o tema carísma e personalidade política com uma análise focada em Getúlio Vargas.
- “Meio Ambiente Brasil: Avanços e Obstáculos Pós Rio 92”
- “Meio Ambiente no Século 21” - Aspásia Camargo, Alfredo Sirkis, Leonardo Boff, Fernando Almeida e Fernando Gabeira, entre outros, falam sobre as questões ambientais nas suas áreas de conhecimento.
- “Meio século de combate: diálogo com Cordeiro de Farias“ Ed. Nova Fronteira, 1981. Livro, entrevista (com o biografado) e biografia de Cordeiro de Farias, com Walder Goés.
- “1937: O Golpe Silencioso” - Obra de reconhecida competência da equipe do CPDOC da Fundação Getúlio Vargas, que alia fonte documental à interpretação histórica.
- “O Intelectual e o Político: Encontros com Afonso Arinos” – Escrito por Aspasia Camargo, Maria Tereza Lopes Teixeira, e Maria Clara Mariani
- “Oswaldo Aranha: A Estrela da Revolução” – Interpretações retratadas por Aspásia Camargo, João Hermes Pereira de Araújo e Mario Henrique Simonsen.
- “Problemas Brasileiros: O Novo Pacto Federativo” – Nesse livro Aspásia Camargo fala sobre o novo pacto federativo e uma mudança que mexa com as antigas estruturas brasileiras.